# Hassleben
Hassleben är en kommun och ort i Landkreis Sömmerda i förbundslandet Thüringen i Tyskland.
Kommunen ingår i förvaltningsgemenskapen Straußfurt tillsammans med kommunerna Gangloffsömmern, Riethnordhausen, Schwerstedt, Straussfurt, Werningshausen och Wundersleben.